# Giải bóng đá A1 toàn quốc 1982–83
Giải bóng đá A1 toàn quốc 1982–83 là mùa giải thứ 3 của Giải bóng đá A1 toàn quốc, giải đấu bóng đá hạng cao nhất Việt Nam. Giải diễn ra từ ngày 19 tháng 12 năm 1982 đến ngày 1 tháng 5 năm 1983 với 17 đội bóng tham dự.

## Thể thức
Giải đấu bao gồm hai giai đoạn:
- Giai đoạn 1: 17 đội bóng được chia làm hai bảng, thi đấu vòng tròn hai lượt. Bốn đội đứng đầu mỗi bảng lọt vào giai đoạn 2, còn hai đội xếp cuối của hai bảng phải thi đấu trận play-off để tranh 1 suất trụ hạng.
- Giai đoạn 2: 8 đội vượt qua giai đoạn 1 được chia thành hai bảng 4 đội, thi đấu vòng tròn một lượt. Hai đội đứng đầu hai bảng sẽ thi đấu trong trận chung kết để tranh chức vô địch, hai đội nhì bảng sẽ tham dự trận tranh hạng ba.

## Giai đoạn 1

### Bảng A

#### Bảng xếp hạng
| VT | Đội                       | ST | T | H | B | BT | BB | HS | Đ  | Giành quyền tham dự |
| -- | ------------------------- | -- | - | - | - | -- | -- | -- | -- | ------------------- |
| 1  | Tổng cục Đường Sắt        | 14 | 4 | 8 | 2 | 13 | 9  | +4 | 16 | Tham dự Giai đoạn 2 |
| 2  | Công nhân Xây dựng Hà Nội | 14 | 5 | 6 | 3 | 14 | 11 | +3 | 16 | Tham dự Giai đoạn 2 |
| 3  | Cảng Hải Phòng            | 14 | 6 | 4 | 4 | 15 | 14 | +1 | 16 | Tham dự Giai đoạn 2 |
| 4  | Phòng Không               | 14 | 4 | 7 | 3 | 16 | 14 | +2 | 15 | Tham dự Giai đoạn 2 |
| 5  | Quân khu Thủ Đô           | 14 | 4 | 6 | 4 | 12 | 13 | −1 | 14 |                     |
| 6  | Công nghiệp Hà Nam Ninh   | 14 | 3 | 6 | 5 | 12 | 13 | −1 | 12 |                     |
| 7  | Công an Hà Nội            | 14 | 2 | 8 | 4 | 13 | 16 | −3 | 12 |                     |
| 8  | Quân Khu 3                | 14 | 2 | 7 | 5 | 8  | 13 | −5 | 11 | Tranh suất trụ hạng |

#### Kết quả thi đấu
| Lượt đi | Lượt đi | Lượt đi | Trận                      | Trận | Trận                      | Lượt về | Lượt về | Lượt về |
| ------- | ------- | ------- | ------------------------- | ---- | ------------------------- | ------- | ------- | ------- |
| Ngày    | Sân     | Tỷ số   | Đội                       |      | Đội                       | Tỷ số   | Sân     | Ngày    |
| Vòng 1  |         | 0-0     | Tổng cục Đường sắt        | -    | Công an Hà Nội            | 1-1     |         | Vòng 8  |
| Vòng 1  |         | 0-0     | Phòng không               | -    | Quân khu 3                | 2-1     |         | Vòng 8  |
| Vòng 1  |         | 1-1     | Công nghiệp Hà Nam Ninh   | -    | Công nhân xây dựng Hà Nội | 0-1     |         | Vòng 8  |
| Vòng 1  |         | 1-0     | Quân khu Thủ đô           | -    | Cảng Hải Phòng            | 1-0     |         | Vòng 8  |
| Vòng 2  |         | 1-1     | Công nghiệp Hà Nam Ninh   | -    | Phòng không               | 0-1     |         | Vòng 9  |
| Vòng 2  |         | 2-0     | Công an Hà Nội            | -    | Công nhân xây dựng Hà Nội | 1-1     |         | Vòng 9  |
| Vòng 2  |         | 0-0     | Quân khu Thủ đô           | -    | Quân khu 3                | 1-1     |         | Vòng 9  |
| Vòng 2  |         | 1-0     | Tổng cục Đường sắt        | -    | Cảng Hải Phòng            | 1-1     |         | Vòng 9  |
| Vòng 3  |         | 1-0     | Cảng Hải Phòng            | -    | Quân khu 3                | 1-1     |         | Vòng 10 |
| Vòng 3  |         | 1-1     | Tổng cục Đường sắt        | -    | Công nhân xây dựng Hà Nội | 0-1     |         | Vòng 10 |
| Vòng 3  |         | 1-1     | Công an Hà Nội            | -    | Phòng không               | 1-3     |         | Vòng 10 |
| Vòng 3  |         | 2-1     | Công nghiệp Hà Nam Ninh   | -    | Quân khu Thủ đô           | 0-1     |         | Vòng 10 |
| Vòng 4  |         | 3-2     | Công an Hà Nội            | -    | Quân khu Thủ đô           | 0-0     |         | Vòng 11 |
| Vòng 4  |         | 1-0     | Phòng không               | -    | Công nhân xây dựng Hà Nội | 1-1     |         | Vòng 11 |
| Vòng 4  |         | 1-0     | Quân khu 3                | -    | Tổng cục Đường sắt        | 1-3     |         | Vòng 11 |
| Vòng 4  |         | 1-1     | Cảng Hải Phòng            | -    | Công nghiệp Hà Nam Ninh   | 1-0     |         | Vòng 11 |
| Vòng 5  |         | 1-1(*)  | Công nghiệp Hà Nam Ninh   | -    | Quân khu 3                | 0-0(*)  |         | Vòng 12 |
| Vòng 5  |         | 2-1     | Công nhân xây dựng Hà Nội | -    | Quân khu Thủ đô           | 1-1     |         | Vòng 12 |
| Vòng 5  |         | 2-1     | Cảng Hải Phòng            | -    | Công an Hà Nội            | 1-1     |         | Vòng 12 |
| Vòng 5  |         | 0-0     | Tổng cục Đường sắt        | -    | Phòng không               | 1-1     |         | Vòng 12 |
| Vòng 6  |         | 2-0     | Công nhân xây dựng Hà Nội | -    | Cảng Hải Phòng            | 0-1     |         | Vòng 13 |
| Vòng 6  |         | 1-1     | Tổng cục Đường sắt        | -    | Công nghiệp Hà Nam Ninh   | 1-0     |         | Vòng 13 |
| Vòng 6  |         | 1-0     | Quân khu Thủ đô           | -    | Phòng không               | 1-1     |         | Vòng 13 |
| Vòng 6  |         | 1-0     | Quân khu 3                | -    | Công an Hà Nội            | 0-0     |         | Vòng 13 |
| Vòng 7  |         | 0-0     | Tổng cục Đường sắt        | -    | Quân khu Thủ đô           | 3-1     |         | Vòng 14 |
| Vòng 7  |         | 0-0     | Công nghiệp Hà Nam Ninh   | -    | Công an Hà Nội            | 4-2     |         | Vòng 14 |
| Vòng 7  |         | 2-0     | Công nhân xây dựng Hà Nội | -    | Quân khu 3                | 1-1     |         | Vòng 14 |
| Vòng 7  |         | 2-1     | Cảng Hải Phòng            | -    | Phòng không               | 4-3     |         | Vòng 14 |

(*) Công nghiệp Hà Nam Ninh thắng Quân Khu 3 với tỷ số 2-1 ở vòng 5 hoặc với tỷ số 1-0 ở vòng 12.

### Bảng B

#### Bảng xếp hạng
| VT | Đội                                  | ST | T  | H | B  | BT | BB | HS  | Đ  | Giành quyền tham dự |
| -- | ------------------------------------ | -- | -- | - | -- | -- | -- | --- | -- | ------------------- |
| 1  | Câu lạc bộ Quân đội                  | 16 | 12 | 2 | 2  | 32 | 13 | +19 | 26 | Tham dự Giai đoạn 2 |
| 2  | Hải Quan                             | 16 | 7  | 7 | 2  | 27 | 17 | +10 | 21 | Tham dự Giai đoạn 2 |
| 3  | Cảng Sài Gòn                         | 16 | 6  | 8 | 2  | 20 | 12 | +8  | 20 | Tham dự Giai đoạn 2 |
| 4  | Sở Công nghiệp Thành phố Hồ Chí Minh | 16 | 6  | 8 | 2  | 21 | 14 | +7  | 20 | Tham dự Giai đoạn 2 |
| 5  | Công nhân Nghĩa Bình                 | 16 | 6  | 4 | 6  | 13 | 15 | −2  | 16 |                     |
| 6  | Than Quảng Ninh                      | 16 | 4  | 5 | 7  | 13 | 16 | −3  | 13 |                     |
| 7  | Phú Khánh                            | 16 | 4  | 5 | 7  | 15 | 20 | −5  | 13 |                     |
| 8  | An Giang                             | 16 | 3  | 4 | 9  | 9  | 19 | −10 | 10 |                     |
| 9  | Tây Ninh                             | 16 | 2  | 1 | 13 | 14 | 38 | −24 | 5  | Tranh suất trụ hạng |

#### Kết quả thi đấu
| Lượt đi | Lượt đi | Lượt đi | Trận                                 | Trận | Trận                                 | Lượt về | Lượt về | Lượt về |
| ------- | ------- | ------- | ------------------------------------ | ---- | ------------------------------------ | ------- | ------- | ------- |
| Ngày    | Sân     | Tỷ số   | Đội                                  |      | Đội                                  | Tỷ số   | Sân     | Ngày    |
| Vòng 1  |         | 2-2     | Sở Công nghiệp Thành phố Hồ Chí Minh | -    | Phú Khánh                            | 1-1     |         | Vòng 10 |
| Vòng 1  |         | 2-2     | Câu lạc bộ Quân đội                  | -    | Than Quảng Ninh                      | 1-0     |         | Vòng 10 |
| Vòng 1  |         | 1-0     | Công nhân Nghĩa Bình                 | -    | An Giang                             | 1-0     |         | Vòng 10 |
| Vòng 1  |         | 1-1     | Hải Quan                             | -    | Cảng Sài Gòn                         | 1-2     |         | Vòng 10 |
| Vòng 2  |         | 0-2     | Tây Ninh                             | -    | Than Quảng Ninh                      | 1-2     |         | Vòng 11 |
| Vòng 2  |         | 1-0     | Sở Công nghiệp Thành phố Hồ Chí Minh | -    | An Giang                             | 1-1     |         | Vòng 11 |
| Vòng 2  |         | 0-2     | Câu lạc bộ Quân đội                  | -    | Cảng Sài Gòn                         | 2-1     |         | Vòng 11 |
| Vòng 2  |         | 1-1     | Công nhân Nghĩa Bình                 | -    | Hải Quan                             | 1-1     |         | Vòng 11 |
| Vòng 3  |         | 2-0     | Phú Khánh                            | -    | An Giang                             | 0-1     |         | Vòng 12 |
| Vòng 3  |         | 1-0     | Cảng Sài Gòn                         | -    | Tây Ninh                             | 4-1     |         | Vòng 12 |
| Vòng 3  |         | 2-2     | Sở Công nghiệp Thành phố Hồ Chí Minh | -    | Hải Quan                             | 1-1     |         | Vòng 12 |
| Vòng 3  |         | 2-0     | Câu lạc bộ Quân đội                  | -    | Công nhân Nghĩa Bình                 | 1-0     |         | Vòng 12 |
| Vòng 4  |         | 1-0     | Than Quảng Ninh                      | -    | Cảng Sài Gòn                         | 1-1     |         | Vòng 13 |
| Vòng 4  |         | 1-0     | Hải Quan                             | -    | Phú Khánh                            | 3-3     |         | Vòng 13 |
| Vòng 4  |         | 3-2     | Công nhân Nghĩa Bình                 | -    | Tây Ninh                             | 0-1     |         | Vòng 13 |
| Vòng 4  |         | 2-1     | Câu lạc bộ Quân đội                  | -    | Sở Công nghiệp Thành phố Hồ Chí Minh | 0-2     |         | Vòng 13 |
| Vòng 5  |         | 1-0     | Hải Quan                             | -    | An Giang                             | 2-1     |         | Vòng 14 |
| Vòng 5  |         | 1-0     | Công nhân Nghĩa Bình                 | -    | Than Quảng Ninh                      | 0-2     |         | Vòng 14 |
| Vòng 5  |         | 2-0     | Câu lạc bộ Quân đội                  | -    | Phú Khánh                            | 1-0     |         | Vòng 14 |
| Vòng 5  |         | 1-0     | Sở Công nghiệp Thành phố Hồ Chí Minh | -    | Tây Ninh                             | 0-0     |         | Vòng 14 |
| Vòng 6  |         | 0-0     | Cảng Sài Gòn                         | -    | Công nhân Nghĩa Bình                 | 0-0     |         | Vòng 15 |
| Vòng 6  |         | 3-0     | Câu lạc bộ Quân đội                  | -    | An Giang                             | 2-1     |         | Vòng 15 |
| Vòng 6  |         | 2-0     | Phú Khánh                            | -    | Tây Ninh                             | 0-3     |         | Vòng 15 |
| Vòng 6  |         | 2-0     | Sở Công nghiệp Thành phố Hồ Chí Minh | -    | Than Quảng Ninh                      | 1-0     |         | Vòng 15 |
| Vòng 7  |         | 0-0     | Câu lạc bộ Quân đội                  | -    | Hải Quan                             | 2-1     |         | Vòng 16 |
| Vòng 7  |         | 1-1     | Cảng Sài Gòn                         | -    | Sở Công nghiệp Thành phố Hồ Chí Minh | 2-2     |         | Vòng 16 |
| Vòng 7  |         | 1-0     | An Giang                             | -    | Tây Ninh                             | 3-2     |         | Vòng 16 |
| Vòng 7  |         | 1-0     | Phú Khánh                            | -    | Than Quảng Ninh                      | 1-1     |         | Vòng 16 |
| Vòng 8  |         | 2-1     | Công nhân Nghĩa Bình                 | -    | Sở Công nghiệp Thành phố Hồ Chí Minh | 0-2     |         | Vòng 17 |
| Vòng 8  |         | 3-1     | Hải Quan                             | -    | Tây Ninh                             | 4-0     |         | Vòng 17 |
| Vòng 8  |         | 1-0     | Cảng Sài Gòn                         | -    | Phú Khánh                            | 1-1     |         | Vòng 17 |
| Vòng 8  |         | 0-0     | An Giang                             | -    | Than Quảng Ninh                      | 0-0     |         | Vòng 17 |
| Vòng 9  |         | 8-2     | Câu lạc bộ Quân đội                  | -    | Tây Ninh                             | 4-1     |         | Vòng 18 |
| Vòng 9  |         | 2-1     | Phú Khánh                            | -    | Công nhân Nghĩa Bình                 | 0-2     |         | Vòng 18 |
| Vòng 9  |         | 2-0     | Hải Quan                             | -    | Than Quảng Ninh                      | 3-2     |         | Vòng 18 |
| Vòng 9  |         | 3-1     | Cảng Sài Gòn                         | -    | An Giang                             | 0-0     |         | Vòng 18 |

## Giai đoạn 2

### Bảng 1
| VT | Đội                                  | ST | T | H | B | BT | BB | HS  | Đ | Giành quyền tham dự |
| -- | ------------------------------------ | -- | - | - | - | -- | -- | --- | - | ------------------- |
| 1  | Hải Quan                             | 6  | 3 | 2 | 1 | 14 | 7  | +7  | 8 | Trận chung kết      |
| 2  | Cảng Hải Phòng                       | 6  | 2 | 2 | 2 | 7  | 5  | +2  | 6 | Trận tranh hạng ba  |
| 3  | Tổng cục Đường Sắt                   | 6  | 2 | 2 | 2 | 8  | 7  | +1  | 6 |                     |
| 4  | Sở Công nghiệp Thành phố Hồ Chí Minh | 6  | 1 | 2 | 3 | 10 | 20 | −10 | 4 |                     |

| Lượt đi | Lượt đi | Lượt đi | Trận                                 | Trận | Trận               | Lượt về | Lượt về | Lượt về |
| ------- | ------- | ------- | ------------------------------------ | ---- | ------------------ | ------- | ------- | ------- |
| Ngày    | Sân     | Tỷ số   | Đội                                  |      | Đội                | Tỷ số   | Sân     | Ngày    |
| Vòng 1  |         | 0-1     | Tổng cục Đường sắt                   | -    | Hải Quan           | 2-1     |         | Vòng 4  |
| Vòng 1  |         | 0-4     | Sở Công nghiệp Thành phố Hồ Chí Minh | -    | Cảng Hải Phòng     | 0-3     |         | Vòng 4  |
| Vòng 2  |         | 3-0     | Tổng cục Đường sắt                   | -    | Cảng Hải Phòng     | 0-0     |         | Vòng 5  |
| Vòng 2  |         | 3-3     | Sở Công nghiệp Thành phố Hồ Chí Minh | -    | Hải Quan           | 2-7     |         | Vòng 5  |
| Vòng 3  |         | 0-2     | Cảng Hải Phòng                       | -    | Hải Quan           | 0-0     |         | Vòng 6  |
| Vòng 3  |         | 2-0     | Sở Công nghiệp Thành phố Hồ Chí Minh | -    | Tổng cục Đường sắt | 3-3     |         | Vòng 6  |

### Bảng 2
| VT | Đội                       | ST | T | H | B | BT | BB | HS | Đ | Giành quyền tham dự |
| -- | ------------------------- | -- | - | - | - | -- | -- | -- | - | ------------------- |
| 1  | Câu lạc bộ Quân Đội       | 6  | 4 | 1 | 1 | 15 | 7  | +8 | 9 | Trận chung kết      |
| 2  | Cảng Sài Gòn              | 6  | 4 | 1 | 1 | 11 | 5  | +6 | 9 | Trận tranh hạng ba  |
| 3  | Công nhân Xây dựng Hà Nội | 6  | 1 | 2 | 3 | 7  | 12 | −5 | 4 |                     |
| 4  | Phòng Không               | 6  | 1 | 0 | 5 | 9  | 18 | −9 | 2 |                     |

| Lượt đi | Lượt đi | Lượt đi | Trận                | Trận | Trận                      | Lượt về | Lượt về | Lượt về |
| ------- | ------- | ------- | ------------------- | ---- | ------------------------- | ------- | ------- | ------- |
| Ngày    | Sân     | Tỷ số   | Đội                 |      | Đội                       | Tỷ số   | Sân     | Ngày    |
| Vòng 1  |         | 1-1     | Câu lạc bộ Quân đội | -    | Công nhân xây dựng Hà Nội | 4-1     |         | Vòng 4  |
| Vòng 1  |         | 0-1     | Phòng không         | -    | Cảng Sài Gòn              | 3-4     |         | Vòng 4  |
| Vòng 2  |         | 0-3     | Câu lạc bộ Quân đội | -    | Cảng Sài Gòn              | 2-1     |         | Vòng 5  |
| Vòng 2  |         | 4-3     | Phòng không         | -    | Công nhân xây dựng Hà Nội | 1-2     |         | Vòng 5  |
| Vòng 3  |         | 2-0     | Cảng Sài Gòn        | -    | Công nhân xây dựng Hà Nội | 0-0     |         | Vòng 6  |
| Vòng 3  |         | 0-1     | Phòng không         | -    | Câu lạc bộ Quân đội       | 1-7     |         | Vòng 6  |

## Tranh suất trụ hạng
Đội thua trong trận play-off xuống thi đấu tại giải A2 toàn quốc mùa sau.
| Quân Khu 3 | 3–0 | Tây Ninh |
| ---------- | --- | -------- |
|            |     |          |

## Tranh hạng ba
| Cảng Hải Phòng | 2–1 | Cảng Sài Gòn |
| -------------- | --- | ------------ |
|                |     |              |

## Chung kết
| Câu lạc bộ Quân Đội | 2–1 | Hải Quan |
| ------------------- | --- | -------- |
|                     |     |          |

| Vô địch Giải bóng đá A1 toàn quốc 1982–83 |
| ----------------------------------------- |
| Câu lạc bộ Quân đội Lần thứ 2             |